# Edoardo Leo
Edoardo Leo (Roma, 21 de abril de 1972) es un actor y cineasta italiano.

## Biografía y carrera
Nacido en Roma, Leo se graduó en Filosofía y Letras de la Universidad de Roma La Sapienza. Sin embargo, paralelamente realizó cursos de actuación, debutando en 1995 en el telefilme La luna rubata. Obtuvo reconocimiento en su país en 2003 interpretando a Marcello en la reconocida serie de televisión Un medico in famiglia.
En 2009 debutó como cineasta en la película de carretera 18 Years Later, que le valió varios reconocimientos en festivales internacionales y nominaciones a los premios David di Donatello y Nastro d'Argento en la categoría de mejor director nuevo. En 2014 recibió el premio Nino Manfredi en la ceremonia de los Premios Silver Ribbon. Su película de 2015 The Legendary Giulia and Other Miracles ganó el David di Donatello juvenil y el Nastro d'Argento en la categoría de mejor película.

## Cine

### Actor
- La classe non è acqua (1997)
- Grazie di tutto (1998)
- La vita per un'altra volta (1998)
- La collezione invisibile (2000)
- Tutto in quella notte (2003)
- Gente di Roma (2003)
- City Limits (2004)
- 69 prima (2005)
- Taxi Lovers (2005)
- Scrivilo sui muri (2007)
- L'anno mille (2008)
- Billio - Il Grande Dakhaar (2009)
- 18 Years Later (2009)
- Nessuno mi può giudicare (2011)
- Ci vediamo a casa (2012)
- To Rome with Love (2012)
- Buongiorno papà (2013)
- The Move of The Penguin (2013, también guionista)
- Tutta colpa di Freud (2014)
- Do You Remember Me? (2014, también guionista)
- I Can Quit Whenever I Want (2014)
- Pane e Burlesque (2014)
- The Legendary Giulia and Other Miracles (2015)
- Them Who? (2015)
- Che vuoi che sia (2016)
- Perfetti sconosciuti (2016)
- Smetto quando voglio - Masterclass (2017)
- Smetto quando voglio - Ad Honorem (2017)
- Io C'è (2018)
- Non ci resta che il crimine (2019)
- Gli uomini d'oro (2019)
- La diosa fortuna (2019)
- 18 Regali (2020)
- Ritorno al crimine (2020)
- Lasciarsi un giorno a Roma (2021)

### Director
- Ne parliamo a cena (2008)
- 18 Years Later (2009)
- Buongiorno papà (2013)
- The Legendary Giulia and Other Miracles (2015)
- Che vuoi che sia (2016)
- Lasciarsi un giorno a Roma (2021)

### Guionista
- 18 Years Later (2009)
- Buongiorno papà (2013,)
- Do You Remember Me? (2014)
- The Legendary Giulia and Other Miracles (2015)
- Che vuoi che sia (2016)
- Io C'è (2018)
- Lasciarsi un giorno a Roma (2021)